# Satureja bzybica
Satureja bzybica là một loài thực vật có hoa trong họ Hoa môi. Loài này được Woronow miêu tả khoa học đầu tiên năm 1933.